# Ordine della libertà (Jugoslavia)
L'Ordine della libertà (Orden slobode, Red svobode o Орден на слободата) fu la più elevata decorazione militare assegnata nella Repubblica Socialista Federale di Jugoslavia e la seconda più elevata onorificenza statale jugoslava dopo l'Ordine della stella jugoslava. Fu assegnata a comandanti di grandi unità militari per abilità di comando e per doti di eccezionale coraggio delle truppe e a comandanti jugoslavi e stranieri. Fu la decorazione più raramente assegnata tra tutti gli ordini, decorazioni e medaglie jugoslave, essendo stata conferita solamente sette volte prima del crollo della Jugoslavia.

## Storia
L'Ordine della Libertà fu fondato il 12 giugno 1945 e fu insignito dal Presidente del Consiglio antifascista di liberazione popolare della Jugoslavia (poi dal Presidente dell'Assemblea popolare di Jugoslavia). Il destinatario poteva essere nominato dal Consiglio esecutivo federale (governo) della Jugoslavia, dal Consiglio esecutivo di una delle Repubbliche, dal segretario federale degli affari esteri o dal Segretario Federale per la Difesa.
Dopo la dissoluzione della Jugoslavia, la Repubblica Federale di Jugoslavia e successivamente la Serbia e Montenegro hanno continuato a utilizzare alcune delle decorazioni della ex Jugoslavia, tra i quali l'Ordine della Libertà. È stato premiato dal Presidente della Repubblica Federale di Jugoslavia (in seguito Presidente della Serbia e Montenegro). È stata la più alta decorazione militare della Jugoslavia, e la terza più importante decorazione dello stato.

## Destinatari
L'ordine fu assegnato per un totale di 8 volte — 6 volte nella RSF di Jugoslavia e 2 volte nella Repubblica Federale di Jugoslavia (dopo la guerra del Kosovo del 1999). I destinatari furono:

### RSF di Jugoslavia
- Josip Broz Tito — premiato nel 1947
- Ivan Gošnjak — premiato nel 1951
- Koča Popović — premiato nel 1951
- Georgy Zhukov — premiato nel 1956
- Kosta Nađ —  premiato nel 1973
- Leonid Il'ič Brežnev — premiato nel 1976

### RF di Jugoslavia
Il 16 giugno 1999 l'Ordine della libertà fu assegnato a:
- Dragoljub Ojdanić
- Nebojša Pavković